# Dremomys pyrrhomerus
Dremomys pyrrhomerus är en däggdjursart som först beskrevs av Thomas 1895. Den ingår i släktet Dremomys och familjen ekorrar. IUCN kategoriserar arten globalt som livskraftig.

## Beskrivning
Pälsen är olivgrå på ovansidan, grå och vit på buksidan. Över höfterna har arten tydliga rödaktiga fläckar, och bakom ögonen har den gulaktiga fläckar. Svansen är melerad i vitt på ovansidan, klarröd på undersidan. Kroppen är 19,5 till 21 cm lång, ej inräknat den 14 till 16 cm långa svansen.

## Utbredning
Denna ekorre betraktas som endemisk för Kina, där den finns som flera från varandra skilda populationer. Gränserna är svåra att ange på grund av taxonomisk osäkerhet, men IUCN nämner provinserna Guizhou, Hubei, Sichuan, Guangdong, Anhui, Hunan och ön Hainan samt den autonoma regionen Guangxi. A Guide to the Mammals of China nämner även Fujian. Vissa senare (2005) rapporter tyder emellertid på att den även finns i den allra nordligaste delen av Vietnam.

## Underarter
Catalogue of Life samt Wilson & Reeder (2005) skiljer mellan två underarter:
- Dremomys pyrrhomerus pyrrhomerus (Thomas, 1895) Förekommer främst i Sichuan, Guizhou och Hubei.[6]
- Dremomys pyrrhomerus riudonensis J. A. Allen, 1906 Förekommer på Hainan.[6]

A Guide to the Mammals of China nämner en tredje underart:
- Dremomys pyrrhomerus melli Matschie, 1922 Förekommer främst i Guangxi, Hunan, Guangdong, Fujian och Anhui.[6]

## Ekologi
I motsats till de andra medlemmarna av släktet lever arten i klippiga områden. Individerna är inaktiva under vintern. Bona inrättas i håligheter i marken.